# Phyllomacromia kimminsi
Phyllomacromia kimminsi là một loài chuồn chuồn ngô thuộc họ Corduliidae. Loài này có ở Botswana, Bờ Biển Ngà, Kenya, Sierra Leone, Uganda, và Zambia. Môi trường sống tự nhiên của nó là các khu rừng đất thấp ẩm nhiệt đới hoặc cận nhiệt đới và sông.